# 1990 v športu
1990 v športu.

## Avto - moto šport
- Formula 1: Ayrton Senna, Brazilija, McLaren – Honda slavi s šestimi zmagami in 78 točkami, konstruktorski naslov je šel prav tako v roke moštvu McLaren – Honda
- 500 milj Indianapolisa: slavil je Arie Luyendyk, Nizozemska, z bolidom Lola/Chevrolet, za moštvo Doug Shierson Racing[1]

## Kolesarstvo
- Tour de France 1990: Greg LeMond, ZDA
- Giro d'Italia: Gianni Bugno, Italija

## Košarka
- Pokal evropskih prvakov: KK Split (Jugoplatika), drugi zaporedni naslov prvaka
- NBA: Detroit Pistons slavijo s 4 proti 1 v zmagah napram Portland Trail Blazers, MVP finala je Isiah Thomas[2]
- SP 1990: Jugoslavija slavi s 92 – 75 proti Sovjetom, tretja je ekipa ZDA[3]

## Nogomet
- Pokal državnih prvakov: AC Milan v finalu slavi nad Benfico s 1-0[4]
- Svetovno prvenstvo v nogometu – Italija 1990: Zahodna Nemčija v finalu premaga Argentino z 1 – 0 [5]

## Smučanje
- Alpsko smučanje:  
  - Svetovni pokal v alpskem smučanju, 1990
    - Moški: Pirmin Zurbriggen, Švica, njegov četrti, zadnji naslov[6]
    - Ženske: Petra Kronberger, Avstrija, njen prvi naslov od skupno treh osvojenih[7]
- Nordijsko smučanje: 
  - Svetovni pokal v smučarskih skokih 1990: 
    - Moški: 1. Ari-Pekka Nikkola, Finska 2. Ernst Vettori, Avstrija, 3. Andreas Felder, Avstrija[8]
    - Pokal narodov: 1. Avstrija, 2. Češkoslovaška, 3. Finska

## Tenis
- Turnirji Grand Slam za moške:
  - 1. Odprto prvenstvo Avstralije: Ivan Lendl, Češkoslovaška[9]
  - 2. Odprto prvenstvo Francije: Andrés Gómez, Ekvador
  - 3. Odprto prvenstvo Anglije – Wimbledon: Stefan Edberg, Švedska[10]
  - 4. Odprto prvenstvo ZDA:  Pete Sampras, ZDA
- Turnirji Grand Slam za ženske:
  - 1. Odprto prvenstvo Avstralije: Steffi Graf, Nemčija[11]
  - 2. Odprto prvenstvo Francije: Monica Seleš, Jugoslavija
  - 3. Odprto prvenstvo Anglije – Wimbledon: Martina Navratilova, ZDA[12]
  - 4. Odprto prvenstvo ZDA:  Gabriela Sabatini, Argentina
- Davisov pokal: ZDA slavijo s 3-2 nad Avstralijo[13]

## Hokej na ledu
- NHL – Stanleyjev pokal: Edmonton Oilers slavijo s 4 proti 1 v zmagah nad Boston Bruinsi
- SP 1990: zlato osvojijo Sovjeti, srebro gre Švedom, bron pa Češkoslovaški[14]

## Rojstva
- 4. januar: Toni Kroos, nemški nogometaš
- 7. januar: Gregor Schlierenzauer, avstrijski smučarski skakalec
- 18. januar: Blaž Gregorc, slovenski hokejist
- 15. februar: Dejan Lazarević, slovenski nogometaš
- 18. april: Wojciech Szczęsny, poljski nogometaš
- 21. maj: Rene Krhin, slovenski nogometaš
- 30. junij: Jaka Blažič, slovenski košarkar
- 25. julij: Darko Cingesar, slovenski rokometaš
- 12. avgust: Mario Balotelli, italijanski nogometaš
- 14. avgust: Matjaž Pungertar, slovenski smučarski skakalec
- 20. avgust: Gašper Marguč, slovenski rokometaš
- 24. avgust: Tina Trstenjak, slovenska judoistka
- 5. oktober: Blaž Rola, slovenski tenisač
- 9. oktober: Kevin Kampl, slovenski nogometaš
- 26. oktober: Ilka Štuhec, slovenska alpska smučarka
- 26. november: Danny Welbeck, angleški nogometaš

## Smrti
- 5. januar: Genrih Sidorenkov, ruski hokejist (* 1931)
- 12. januar: John Hansen, danski nogometaš (* 1924)
- 18. februar: Herman Carlson, švedski hokejist (* 1906)
- 24. februar: Arthur Ayrault, ameriški veslač (* 1935)
- 27. maj: Emil Handschin, švicarski hokejist (* 1928)
- 25. avgust: David Hampshire, britanski dirkač Formule 1 (* 1917)
- 29. avgust: Luigi Beccali, italijanski atlet (* 1907)
- 10. oktober: Josef Trousílek, češki hokejist (* 1918)
- 28. november: Paco Godia, španski dirkač Formule 1 (* 1921)
- 4. december: Naoto Tadžima, japonski atlet (* 1912)
- 13. december: Alice Marble, ameriška tenisačica (* 1913)